# 2014年中国大陆
| 中国历史 / 中国历史年表 |
| 世紀： 20世纪中国 / 21世纪中国 / 22世纪中国 |
| 年代： 1980年代中国大陆 / 1990年代中国大陆 / 2000年代中国大陆 / 2010年代中国大陆 / 2020年代中国大陆 / 2030年代中国大陆 / 2040年代中国大陆                     |
| 年份： 2010年中国大陆 / 2011年中国大陆 / 2012年中国大陆 / 2013年中国大陆 / 2014年中国大陆 / 2015年中国大陆 / 2016年中国大陆 / 2017年中国大陆 / 2018年中国大陆 |
| 纪年： 甲午年（马年）、中华人民共和国成立65周年 |

## 党和国家领导人

### 最高领导人
- 中共中央总书记：习近平

### 国家元首
- 国家主席：习近平

### 政府首脑
- 国务院总理：李克强

### 立法机关
- 全国人大常委会委员长：张德江

### 统战机关
- 全国政协主席：俞正声

## 大事記
2014年中国大陆：1月 - 2月 - 3月 - 4月 - 5月 - 6月 - 7月 - 8月 - 9月 - 10月 - 11月 - 12月

### 1月
- 1月13日，事故：中國贵州省凯里市龙场镇老山村一偏僻山坡发生一起爆炸案件，現已造成15人死亡，8人受伤。[1]

### 2月
- 2月12日：新疆维吾尔自治区和田地区于田县发生里氏7.3级地震[2]。
- 2月18日：習近平在北京會見中國國民黨榮譽主席連戰及隨訪的台灣各界人士，提出“兩岸同胞一家親”理念，並致力推動兩岸和平發展，造福兩岸民眾，實現“中华民族伟大复兴的中国梦”[3]。

### 3月
- 3月1日，2014年昆明火车站暴力恐怖袭击事件
- 3月8日，馬來西亞航空一班從吉隆坡前往中国北京首都國際機場的波音777客機飛行期間失蹤。

### 4月
- 4月13日凌晨3时17分，事故：由黑河开往哈尔滨的K7034次旅客列车，运行至绥北线海伦至东边井区间发生脱线，造成15名旅客受伤。无人员死亡。人民网（页面存档备份，存于）“黑龙江列车脱轨系人为破坏。”光明网（页面存档备份，存于）

### 5月
- 5月，中国已与巴哈马、英属维尔京、马恩岛、根西、泽西、百慕大等6个离岸金融中心签署税收情报交换协定。”人民网（页面存档备份，存于）“江泽民海外天文数字秘密账户或将曝光”。大纪元（页面存档备份，存于）。
- 5月6日上午11点30分，砍人事故：人民网报道“据广州警方6日中午发布通报，称当天上午11点30分，广州火车站广场有一名身高约1.65米且戴白帽的男子手持约半米长的西瓜刀见人就砍伤过往旅客，民警经口头警告无效后果断开枪，开枪击中一名持刀疑犯，经初步了解，事件造成6名群众受伤，均已送往医院救治。”人民网-一名亲历者表示，事发当时他和其他旅客正一起走出出站口，看到一名男子手持约半米长的西瓜刀见人就砍。男子身高约1.65米且戴白帽（页面存档备份，存于）。另有报道说，总共有四人参与了发生在广州火车站的这起持刀行凶事件。”VOA（页面存档备份，存于）
- 5月10日，“北京房山“五月飞雪” 持续20多个小时”。人民网（页面存档备份，存于）
- 5月10日，“甘肃山丹县大马营乡大雪纷飞。多年来，这是该县大马营乡头次在5月份降下大雪。”每日甘肃（页面存档备份，存于）
- 5月11日，西安房价被独立经济学家谢国忠一不小心将说准了人民网。
- 5月12日，四川宜宾公交燃烧事件，造成1死77伤，4岁女孩被扔窗外逃生。中国网（页面存档备份，存于）
- 5月13日，2014年越南排華暴動。
- 5月16日，安徽省枞阳县金社乡金渡村村部发生爆炸。村委会正在开会时，一村民身绑炸药引爆，造成2人死亡、3人受伤。人民网（页面存档备份，存于）

### 6月
- 6月30日，中共中央总书记习近平主持中共中央政治局会议，决定开除前中央军委副主席徐才厚党籍，移送检察机关依法处理。[4]

### 7月
- 7月20日，因被媒体曝光福喜集团在中国上海的子公司（上海福喜食品有限公司）向當地各大速食業者等提供过期原料被查封的事件，簡稱上海福喜提供过期原料事件。
- 7月29日，中共中央决定对前中共中央政治局常委周永康正式展开审查，成为自改革开放以来因贪腐问题被调查的最高层官员。[5]

### 9月
- 9月3日凌晨1点半，一脱北者在吉林省延边朝鲜族自治州和龙市南坪镇南坪村入室抢劫，用家里的铁锤砸死3人[6]。

### 12月
- 12月27日晚上，一名朝鲜逃兵持枪越界，在中国吉林省延边朝鲜族自治州和龙市南坪镇南坪村，抢劫、枪杀4名居民，逃跑中被中方击伤、抓获[7]。
- 12月31日晚上11時35分，上海外灘陳毅廣場在跨年活動期間發生人群踐踏事故，釀成36死49傷。[8][9]

## 死亡
- 5月5日，左文辉：习仲勋战友，于2014年5月5日在西安逝世，享年106岁。